# 贝劳
贝劳是德国石勒苏益格－荷尔斯泰因州的一个市镇。总面积6.50平方公里，总人口244人，其中男性106人，女性138人（2011年12月31日），人口密度38人/平方公里。